# Magos Zoltán
Magos Zoltán (Gyöngyös, 1971. augusztus 17. –) magyar mesterszakács.

## Szakmai életút
1993-2003-ig Olaszországban, Rómában a Magyar Nagykövetség konyhafőnöke.
2003-2004 között a Gundel étteremben dolgozott Kalla Kálmán irányítása alatt.
2004-ben egy újabb mérföldkőhöz érkezett, az akkor indult, első magyar tematikus gasztronómiai csatorna, a Tv Paprika munkatársa, műsorvezetője lett 2011-ig.
Számtalan sikeres műsora volt többek között, a Bortúra késsel villával,
Grillrácson, Piaci Capriccio, amit Jenei Tamás barátjával készített.
Magyarországon az olasz konyha „nagykövete”-ként emlegetik.
20 éve foglalkozik éttermek vendéglátó egységek szakmai tanácsadásával, képzésével. Többek között, az alábbi éttermekben: Pastrami, Pesti vigadó, Panoráma étterem, Forgó étterem, Pesti Orfeum
2011-ben Jenei Tamással hozta létre Magyarország első legális lakáséttermét, a Capriccio lakáséttermet.